# Миролюбовка (село, Лозовский район)
Миролюбовка (укр. Миролюбівка), село, 
Надеждовский сельский совет,
Лозовский район,
Харьковская область.
Код КОАТУУ — 6323982504. Население по переписи 2001 года составляет 99 (41/58 м/ж) человек.

## Географическое положение
Село Миролюбовка находится на расстоянии в 1 км от Краснопавловского водохранилища.
По селу протекает пересыхающий ручей с запрудами.

## История
- 1900 — дата основания.